# Nikoła Klusew
Nikoła Klusew, mac. Никола Кљусев (wym. [ˈnikɔɫa ˈklusɛf]; ur. 2 października 1927 w Sztipie, zm. 16 stycznia 2008 w Skopju) – macedoński ekonomista, naukowiec i polityk, w latach 1991–1992 premier Macedonii, od 1998 do 2000 minister obrony.

## Życiorys
Ukończył w 1953 studia ekonomiczne na Uniwersytecie w Belgradzie, doktoryzował się w 1964. Zajął się działalnością badawczą w ramach instytutów naukowych, był m.in. dyrektorem instytutu ekonomicznego w Skopju. Wykładał na wydziale ekonomicznym Uniwersytetu Świętych Cyryla i Metodego w Skopju, gdzie uzyskał profesurę, a w latach 1985–1987 pełnił funkcję dziekana. Wchodził w skład rad do spraw gospodarczych w administracji Socjalistycznej Federacyjnej Republiki Jugosławii i Socjalistycznej Republiki Macedonii. W 1988 uzyskał członkostwo w macedońskiej akademii nauk (MANU).
W marcu 1991, wkrótce po pierwszych pluralistycznych wyborach, objął kierownictwo macedońskiego rządu. Funkcję premiera pełnił do sierpnia 1992. Stał na czele rządu w czasie, gdy Macedonia proklamowała niepodległość. Dołączył później do centroprawicowej partii WMRO-DPMNE, z jej ramienia w 1998 uzyskał mandat posła do Zgromadzenia Republiki Macedonii. W latach 1998–2000 zajmował stanowisko ministra obrony w rządzie Lubcza Georgiewskiego.
W 2011 pośmiertnie odznaczony Orderem 8 Września.